# Steven Smith (équitation)
Pour les articles homonymes, voir Steven Smith et Smith.
Steven Smith (né le 22 octobre 1962 à Bingley) est un cavalier britannique de saut d'obstacles.

## Carrière
Il est le fils de Harvey Smith et le frère de Robert Smith.
Aux Jeux olympiques d'été de 1984, il remporte la médaille d'argent par équipe.